# Arnolfini házaspár (festmény)
Az Arnolfini házaspár a holland Jan van Eyck fára festett olajfestménye, amit 1434-ben készített. Arnolfini esküvő, Arnolfini kettős portré vagy Giovanni Arnolfini és felesége néven is ismeretes.
Úgy tartják, a festményen Giovanni di Nicolao Arnolfini itáliai kereskedő és felesége van megörökítve brugge-i otthonukban. A képet a nyugati festőművészet egyik legteljesebb és legeredetibb művének tartják. Van Eyck szignálta és dátumozta is a festményt. A képet 1842-ben a londoni National Gallery vásárolta meg.
A festmény ábrázolása a maga korában figyelemre méltó volt, a részletek kidolgozottsága okán is, de főleg a belső teret kitöltő fény tökéletes használatával.

## Az alakok azonosítása
Sokáig azt hitték, hogy a képen Giovanni di Arrigo Arnolfini és felesége, Giovanna Cenami szerepel flandriai házukban, de 1997-ben kiderült, hogy a házaspár csak 1447-ben kelt egybe, azaz 13 évvel a kép elkészülte és hat évvel van Eyck halála után. Ma úgy tartják, a kép alanya Giovanni di Arrigo unokatestvére, Giovanni di Nicolao Arnolfini és felesége. Az nem derült ki, hogy a nő a második felesége-e vagy első felesége, Costanza Trenta, aki 1433 februárjában hunyt el.
Ha az első felesége szerepelt a képen, akkor ez egyfajta emlékképként készülhetett. Giovanni di Nicolao Arnolfini Luccai Hercegségből származó itáliai kereskedő volt, aki Brugge-ben telepedett le valamikor 1419 körül. Mivel egy másik van Eyck-képen is szerepel, úgy vélik, a festő barátja lehetett.

## Leírása

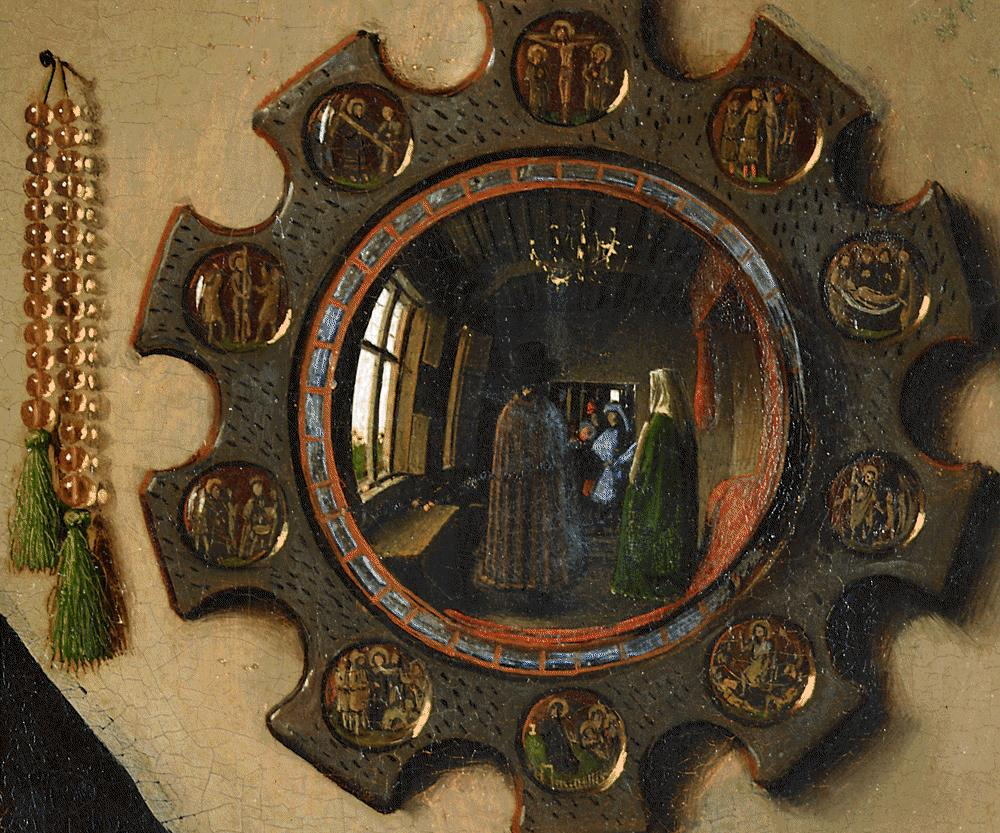
A tükör részlete

A festmény viszonylag jó állapotban található, bár találhatók rajta kisebb hiányosságok, amit restauráltak. Az infravörös reflektogrammos vizsgálatok több változatot mutattak, mindkét arcon, a tükörnél és más elemeket.
A párt egy emeleti szobában ábrázolja nyáron, amit a kintről látható cseresznyefa is sugall. A szoba mindazonáltal nem hálószoba, mint gyakran mondják, hanem egy francia vagy burgundi stílusú előszoba, ahol ágy is található. Az ablak hat fapalettát tartalmaz, a felső része üvegből van, tiszta kék, vörös és zöld ólomüvegből.
A két alak gazdagon van felöltözve, ruhájuk szőrmés. A férfi kalapot visel, ami nem volt szokatlan akkoriban nyáron sem. Köntöse egykor sokkalta inkább bíborszínű volt, a színe az idők során elsötétült, valószínűleg selyem volt az anyag (szintén egy drága anyag). Alatta egy mintás anyag található, valószínűleg selyemdamaszt. A nő ruhájának finoman kidolgozott redőzete van és hosszú uszálya. Kék alsóruhája szintén szőrmével van szegélyezve.
Bár a nő világos arany nyaklánca és gyűrűi az egyetlen látható ékszerek rajta, mindegyik drága lehetett. A férfi esetében a ruházaton tartózkodó, nem utal kereskedői létére (más kereskedők képein aranyérmék láthatók a díszes ruhákon).
A szobabelső is a jómódú létre utal: a bronz lámpatartó hatalmas, valószínűleg ez is drága darab.
A fakeretes domború tükör a háttérben kisebb, mint a hasonló tükrök, amiket akkoriban ábrázoltak. Nincs nyoma kandallónak (a tükörben sem látható ilyen). A bal oldalon található narancsok is a gazdagságról árulkodnak.
A gazdagság további jelei a díszes ágyfüggönyök, amelyek a plafonról lógnak le, és a fafaragványos a széken és a falnál lévő kanapén (jobbra, az ágy részben takarja). Az ágynál lévő kisméretű keleti szőnyeg is a gazdagságot sugallja, az ilyen szőnyegeket a korabeli gazdagok asztalokra terítették.
A háttérben, a falon függő tükör körüli fakeretben tíz kerek, aprólékos részletességgel megfestett, Jézus kínszenvedésének jeleneteit ábrázoló képecske van. A domború tükörben látszik a szobabelső, a görbületekhez, hosszításhoz igazodva balra az ablak a cseresznyefával, a narancsok, jobbra a baldachinos ágy, fent a bronzlámpa, háttal a két főszereplő, a kézen fogva álló férfi és nő.
A tükörben lévő kép két további alakot mutat, akik a párral szemben helyezkednek el. Az egyik vörös ruhát visel, talán maga a festő az, bár éppen nem fest. A tudósok azért vélik ezt, mert van Eyck több önarcképén visel vörös fejfedőt, turbánt.
A képet a tükör fölött szignálták és dátumozták: Johannes de eyck fuit hic. 1434 („Jan van Eyck volt itt. 1434”).
A tükör mellett balra, nagy szögön falra akasztott, fénylő gyöngyökből álló, négysoros rózsafüzér lóg, amit két hosszú, almazöld textilfonat csomó zár az alján.

## Tulajdonosai
A kép 1434-es elkészülte után a modellek tulajdonában volt. 1516 előtt a festmény Don Diego de Guevara tulajdonában volt már. Ő 1520-ban halt meg, minden bizonnyal ismerte Arnolifiniékat. 1516-ban Don Diego Ausztriai Margit spanyol királynénak adományozta a képet. Ekkor a kép Mechelenbe került. Ekkor a képen lévő férfit Hernoul le Fin néven (az Arnolfini név csúnya elhallása) azonosították. 1523-1524 körül lehet hallani újra a képről, akkor Arnoult Fin néven. 1530-ban Margit unokahúgának, Habsburg Mária magyar királynénak tulajdonába került a kép, aki 1556-ban magával vitte Spanyolországba. 1558-as halála után II. Fülöp spanyol király birtokolta.
1599-ben egy németországi vándor a madridi Alcazar-palotában látta a képet. Úgy tűnik, Velázquez ismerte a képet, sőt, hatott is rá. II. Károly spanyol király halála után, 1700-ban még mindig a királyi palotában volt a festmény, 1794-ben viszont már a madridi Újpalotában található.
1816-ban a kép Londonba kerül, James Hay skót tábornok tulajdonaként. Ő azt állította, hogy a kép abban a brüsszeli szobában függött, ahol Hay lakott, miután súlyosan megsérült a waterlooi csatában. Beleszeretett és megvásárolta. Az igazság szerint valószínűbb, hogy Hay tábornok egy 1813-as spanyolországi csatában volt jelen, akkor „juthatott hozzá” a képhez. Hay tábornok Sir Thomas Lawrence-en keresztül felajánlotta a képet a brit régens hercegnek, a későbbi IV. György brit királynak. A kép ekkor két évig a Carlton House-ban volt, majd 1818-ban visszaadta Hay-nek. 1828 körül Hay egy barátjának adta, ezután tizenhárom évig nem lehetett hallani a képről. 1841-ben egy nyilvános kiállításon bukkant fel, majd 1842-ben a londoni National Gallery 600 fontért megvásárolta.

## A festmény ihlette alkotások
- Lackfi János: Arnolfini család[6] /Az Arnolfini házaspár (vers, 1998)[7][8]
- Lanczkor Gábor: Jan van Eyck: Az Arnolfini-házaspár (vers, Bárka, 2007)[9]
- Veszely Beáta: Jan van Eyck: Az Arnolfini-házaspár közepéről (gyapjú-bársony párna, Ludwig Múzeum, 1994)[10]
- Zsille Gábor: Az Arnolfini házaspár (vrs, Kortárs 2004)[11]